# Криводол (община)
43°22′00″ пн. ш. 23°29′00″ сх. д. / 43.36667° пн. ш. 23.48333° сх. д.
Криводол (болг. Община Криводол) — община у Болгарії. Входить до складу Врачанської області. Населення становить 9 390 осіб (станом на 1 лютого 2011 р.). Адміністративний центр громади — однойменне місто.

## Склад общини
До складу общини входить 15 населених пунктів:
1. Баурене
2. Ботуня
3. Галатин
4. Главаці
5. Големо-Бабино
6. Градешниця
7. Добруша
8. Краводер
9. Криводол
10. Лесура
11. Осен
12. Пудрія
13. Ракево
14. Уровене
15. Фурен